# 哥伦比亚高原

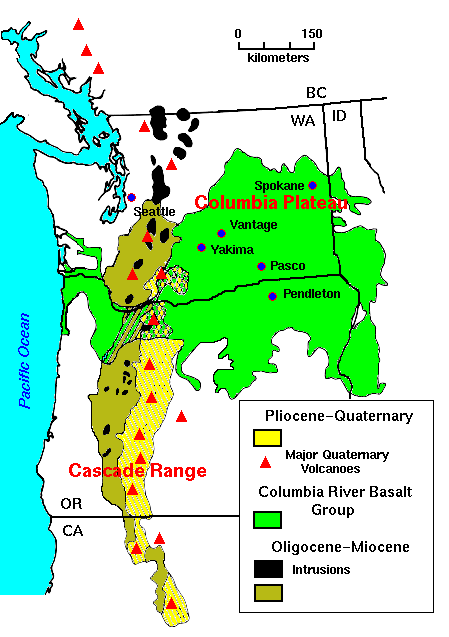
The Columbia Plateau covers much of the Columbia River Basalt Group, shown in green on this map. The Washington cities of Spokane, Yakima and Pasco, and the Oregon city of Pendleton, lie on the Columbia Plateau.

哥伦比亚高原（英語：Columbia Plateau）是由美国华盛顿州、俄勒冈州和爱达荷州部分地区组成的一个地质学和地理学意义上的区域。哥伦比亚高原是和之间的一个由溢流玄武岩（flood basalt）构成的熔岩高原，它被哥伦比亚河从中间切断穿过。这一区域也被称为哥伦比亚流域（Columbia Basin）。

## 地理
位于哥伦比亚高原的华盛顿州城市包括：
- 达文波特
- 埃伦斯堡
- 瑞爾丹（英语：Reardan, Washington）
- 肯纳威克
- 摩西湖市
- 帕斯科
- 普尔曼
- 里奇蘭
- 斯波坎
- 瓦拉瓦拉
- 鹿园
- 奧賽羅
- 沃登
- 林德

位于哥伦比亚高原的俄勒冈州城市包括：
- 雅典娜（英语：Athena, Oregon）
- 赫米斯頓
- 胡德里弗
- 彭德尔顿
- 達爾斯
- 米尔顿弗里沃特（英语：Milton-Freewater, Oregon）

位于哥伦比亚高原的愛達荷州城市包括：
- 科達蓮
- 刘易斯顿
- 莫斯科